# زاوية مولاي ادريس (سوق الأحد)
زاوية مولاي ادريس هو دُوَّار يقع بجماعة لغدير، إقليم شفشاون، جهة طنجة تطوان الحسيمة في المملكة المغربية. ينتمي الدوّار لمشيخة سوق الأحد التي تضم 11 دوار. يقدر عدد سكانه بـ 135 نسمة حسب الإحصاء الرسمي للسكان والسكنى لسنة 2004.

## روابط خارجية
- البوابة الوطنية للجماعات الترابية نسخة محفوظة 12 مارس 2018 على موقع واي باك مشين.
- المندوبية السامية للتخطيط